# Авиатриса
Авиатри́(с)са (фр. aviatrice) — название женщин-авиаторов (наряду с «авиаторша») в Российской империи в начале XX века. Эти летчицы освоили управление самолётом в России или за рубежом и получили дипломы пилотов Императорского Всероссийского аэроклуба.

## Термин
Галлицизм, является заимствованием из французского языка (aviatrice). В современном русском языке слово «авиатриса» функционирует «как историзм и употребляется исключительно в повествованиях об истории русской авиации дореволюционного периода», в некоторых случаях употребляется в отношении женщин-авиаторов начала 1920-х годов.
Первой авиатрисой Америки будет очевидно г-жа Арнольд, одна из богатейших женщин Флориды; ею куплен биплан Куртиса, построенный им для себя.«Утро России», 21 января (3 февраля) 1910 года
Так, рижская пресса в 1912 году использует это слово применительно к Лидии Зверевой.
В дальнейшем оно применяется для создания флёра времени: так, в исторической повести «Восхождение на облака» Бориса Палийчука, опубликованной в 1968 году, этим словом описывается занятие героини — петербургской светской дамы. Встречается оно в других исторических романах, биографических сочинениях и исторических исследованиях.
С 1920-х годов слово начинает утрачиваться, что фиксирует исследование 1966 года, однако сохраняется в эмигрантской прессе.
Революция 1917 года, пишет филолог А. Зеленин, приводя в пример слово «авиатриса», оказала значительное влияние на функционирование в узусе феминитивов, образованных с помощью трёх иноязычных суффиксов: -есса, -иса, -ина. Лингвист Михаил Панов в труде «Словообразование современного русского литературного языка» (1968) приводит его в качестве примера «новой тенденции» в развитии русского (советского) языка, в результате которой начинают утрачиваться некоторые слова женского рода, преимущественно с непродуктивными суффиксами. Помимо «авиатрисы» в этом ряду, по его мнению — архитектриса, директриса, инспектриса, лектриса, адвокатесса. Далее он дополняет, что это произошло, помимо прочего, «в силу социальных причин»: 
Пока женщина на определённом посту вызывала удивление, её обязательно стремились назвать иначе, чем мужчину; когда это становилось привычным, название унифицировалось в мужском роде.
Филолог Алексей Бурыкин, рассказывая о судьбе этого феминитива, указывает, что этому слову «не повезло со словарной фиксацией как минимум дважды: в первый раз при появлении в русском языке в конце 1900-х — начале 1910-х годов, а вторично при возрождении в публикациях по истории отечественной авиации в 1970—1990-е годы».
Слово не было зарегистрировано в Национальном корпусе русского языка. Современная исследовательница феминитивов Ирина Фуфаева указывает, что слово «авиаторша» было более популярным (фиксирует 35 вхождений в корпус в 1910—1917 годы при единственном вхождении слова «авиатриса»). Слово «авиатриса» она считает эфемерным, его использование до революции — легендой, в распространении которой винит Википедию, причём она не знает советских изданий, использующих это слово.  
В настоящее время существует Союз женщин лётных специальностей, носящий название «Авиатриса», зарегистрированный 11 марта 1992 года.

## В искусстве
В 1928 году композитором Леонидом Сабанеевым (1881—1968) был написан балет «Авиатриса» (фр. L'Aviatrice), представленный в Театре Елисейских полей в 1930 году.

## В топонимике
В городе Гатчина Гатчинского муниципального района Ленинградской области есть улица Авиатриссы Зверевой в честь Лидии Виссарионовны Зверевой. Индекс улицы – 188309.